# Якобо Заблудовський
Якобо Заблудовський Кравеський (24 травня 1928 — 2 липня 2015) — мексиканський журналіст. Він був першим ведучим мексиканського телебачення, а його телевізійна програма новин «24 години» (24 години) десятиліттями вважалася найважливішою в країні.(2)

## Раннє життя
Заблудовський народився в 1928 році в Мехіко в родині польських єврейських іммігрантів.(3) Він був братом відомого архітектора Авраама Заблудовського (1924-2003).

## Кар'єра
Заблудовський був відомим ведучим 24 години, головної програми новин популярної мережі Televisa між 1970 і 1998 роками.Завдяки неконфронтаційному підходу мережі програма була сприйнята як пристрасна та підтримує уряд.
У 1998 році, посилаючись на бажання зменшити навантаження на роботі та погане здоров’я, він відмовився від презентації 24 години, яка також закінчилася з його відходом, ознаменувавши кінець ери в мексиканській журналістиці (6). Після виходу з «24 години» Заблудовський працював над спеціальними випусками новин і документальними фільмами[4]. Однак у 2000 році він звільнився з мережі Televisa після відставки його сина Абрахама, який також працював на Televisa. Заблудовський стверджував, що його сина не помітили на посаді ведучого нічних новин і що він звільняється на знак солідарності з ним.
За свою кар'єру на «Телевісі» Заблудовський висвітлював кілька важливих питань. Він був одним із небагатьох мексиканців, які повідомляли на Кубі в день, коли Фідель Кастро увійшов до Гавани в 1959 році під час повалення диктатури Батісти, і розповідав зі свого автомобільного телефону (на той час ці автомобільні телефони були єдиними мобільними телефонами в Мексиці та були предметом розкоші ), а також повідомляв про землетрус 1985 року, який зруйнував кілька частин Мехіко. Тим не менш, його висвітлення президентських виборів у 1988 і 1994 роках критикували, коли він віддавав перевагу кандидату урядової партії, виключаючи кандидатів від опозиції. Він брав інтерв’ю у багатьох видатних людей, у тому числі у президента Ернесто Седілло, Сальвадора Далі та Марії Фелікс.
Через вісімнадцять місяців після того, як залишив телебачення, він почав вести радіоновини на новій станції La 69 у Grupo Radio Centro, пообіцявши бути більш критичним «...у згоді з Новою Мексикою, в якій ми живемо». Починаючи з 3 березня 2004 року випуск новин також транслювався на Radio Red AM і Radio Red FM. Заблудовський вів випуск новин до 22 червня 2015 року, після чого був госпіталізований.
З 2007 по 2015 рік він також писав «Bucareli», щотижневу колонку для мексиканської загальнонаціональної газети El Universal.
У 2009 році його голос з'явився у фільмі Disney-Pixar Up!.
Заблудовський повернувся на телебачення в 2012 році, коли ESPN Deportes і ESPN Mexico висвітлювали літні Олімпійські ігри 2012 року, а наступного року він також був частиною висвітлення Кубка Конфедерацій ФІФА 2013 року. 2 червня 2015 року, рівно за місяць до смерті, Заблудовський висвітлював історичний матч між збірною Куби з футболу та «Нью-Йорк Космос» у Гавані, Куба. Цей матч став першим, коли американська спортивна команда відвідала Кубу після того, як Сполучені Штати почали нормалізувати відносини з острівною державою.
Він є предметом пісні Молотова Que No Te Haga Bobo Jacobo (Не дозволяй Якобо робити з тебе дурня), де його звинувачують в отриманні хабара від Карлоса Салінаса та переговорах про новини з урядом. В інтерв’ю 2013 року Заблудовський сказав про цю пісню: «Я її ніколи не чув, не знаю, чи вона образлива, але якщо так, вони мають право висловлювати те, що думають».

## Смерть
Заблудовський помер від інсульту, спричиненого зневодненням, у віці 87 років у Мехіко вранці 2 липня 2015 року. Того дня його поховали на ізраїльському (єврейському) кладовищі в Мехіко. У нього залишилася дружина Сара та троє дітей